# Église Saint-Pierre-et-Saint-Paul de Bazelat
Pour les articles homonymes, voir Église Saint-Pierre-et-Saint-Paul.
L'église Saint-Pierre-et-Saint-Paul est une église située à Bazelat, dans le département français de la Creuse en France. Construite au XIe ou XIIe siècle et fortifiée au XIVe ou XVe siècle, elle est inscrite au titre des monuments historiques en 1963.

## Localisation
L'église est située sur la commune de Bazelat dans le département français de la Creuse en région Nouvelle-Aquitaine.

## Historique
L'église a été construite au XIe ou XIIe siècle, avec des fortifications au XIVe ou XVe siècle.
L'édifice est inscrit au titre des monuments historiques en 1963.